# Antonio Llerandi
Antonio Llerandi (Caracas, 21 de agosto de 1943) es un director, productor y docente venezolano, y una figura destacada del Nuevo Cine Venezolano.

## Biografía

### Inicios
Nacido en Caracas, Venezuela, el 21 de agosto de 1943, Antonio Llerandi combinó sus estudios universitarios con actividades teatrales. Recibió formación cinematográfica junto a Mario Robles durante la realización de Imagen de Caracas (1965-1968). En 1972, fundó la Escuela Taller del Ateneo de Caracas, demostrando su compromiso con la formación de nuevos talentos en el ámbito audiovisual.
Además de su labor en el cine, Llerandi fue docente en la Escuela de Administración de la Universidad Central de Venezuela, y fue parte del Teatro Universitario bajo la dirección de Nicolás Curiel.

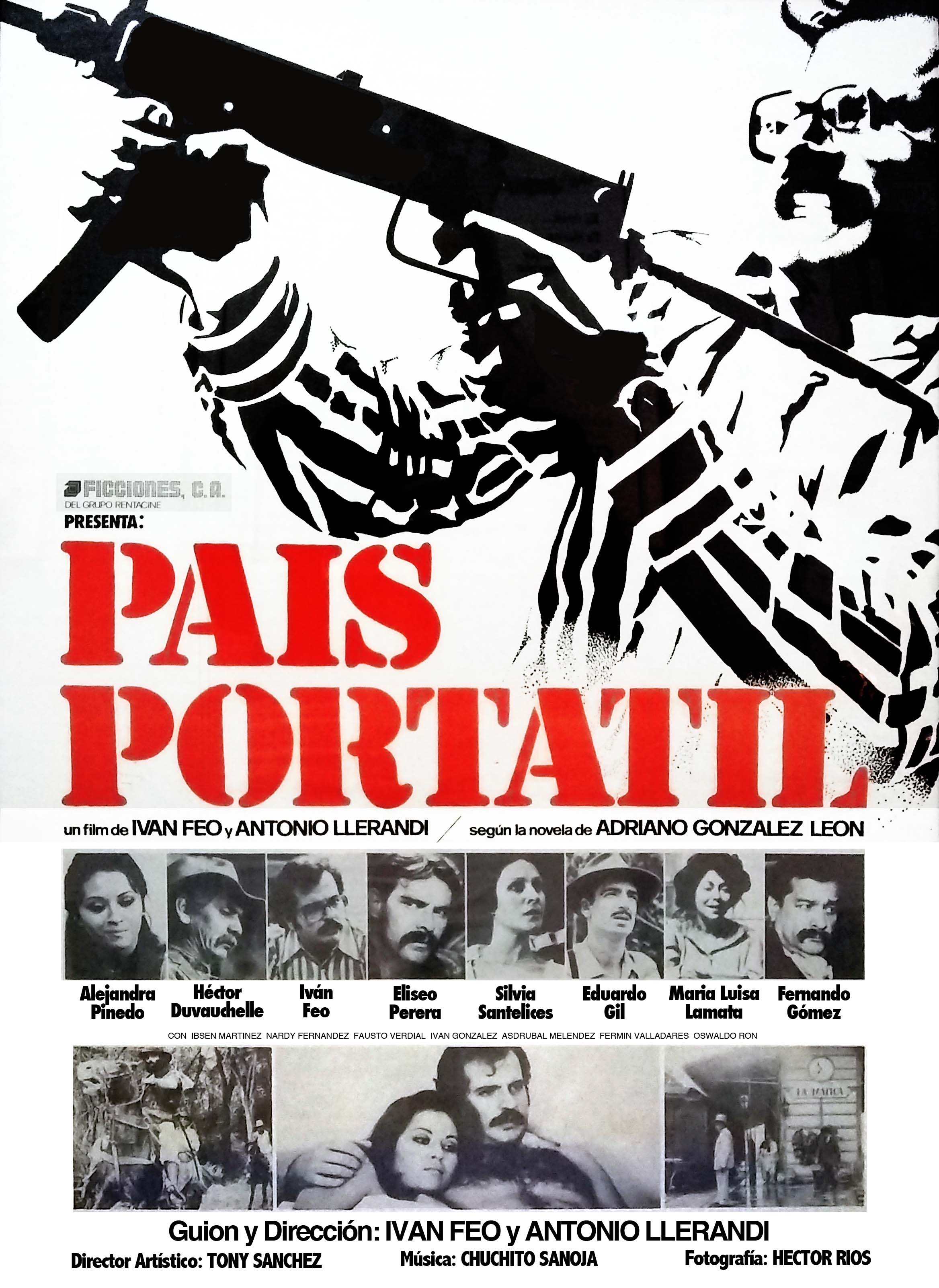
Afiche de País portatil, película de 1979.

### Carrera cinematográfica
En 1979, Antonio Llerandi codirigió País portátil junto a Iván Feo, una adaptación de la novela homónima de Adriano González León que se convirtió en una obra emblemática del cine venezolano. La película ganó el Premio Especial del Jurado de la primera edición del Festival Internacional del Nuevo Cine Latinoamericano de La Habana. Fue votada como la segunda mejor película venezolana de todos los tiempos en una encuesta de 1987 a 29 expertos organizada por la revista Imagen. También fue votada como una de las mejores en una encuesta de 2016 de 41 expertos organizada por la Cinemateca Nacional.La película forma parte del patrimonio cinematográfico nacional de Memoria del Mundo de la UNESCO.
Cinco años después, en 1984, exploró la comedia con Adiós, Miami, una película que abordó la crisis económica de Venezuela de 1983, conocida como el Viernes Negro. En 1988, incursionó en el thriller con Profundo, un filme centrado en la vida unos buscadores de tesoros.
Luego de un largo período en el que estuvo dedicado a la producción ejecutiva de filmes como Por los caminos verdes (1982) de Marilda Vera, Un sueño en el abismo (1991) de Oscar Lucién o Golpes a mi puerta (1993) de Alejandro Saderman, en 2008, dirigió Despedida de soltera. 
También ha producido películas como La distancia más larga (2013) de Claudia Pinto Emperador o El malquerido (2015) de Diego Rísquez.
En 2017, presentó Cabrujas en el país del disimulo, un documental que profundiza en la vida y obra del dramaturgo José Ignacio Cabrujas.

## Filmografía

### Como director
- Descarga (1974) codirigida con Iván Feo
- Se mueve (1975) codirigida con Iván Feo

- País portátil (1979) codirigida con Iván Feo
- Adiós, Miami (1984)
- Profundo (1988)
- Despedida de soltera (2008)
- Cabrujas en el país del disimulo (2017)

### Como productor ejecutivo
- Por los caminos verdes (1984) de Marilda Vera
- Un sueño en el abismo (1991) de Oscar Lucién
- Golpes a mi puerta (1993) de Alejandro Saderman
- Tokyo-Paraguaipoa (1996) de Leonardo Henríquez
- 100 años de perdón (1998) de Alejandro Saderman
- Piel (1998) de Oscar Lucién
- Caracas amor a muerte (2000)
- Manuela Sáenz (2000) de Diego Rísquez
- Reverón (2011) de Diego Rísquez
- La distancia más larga (2013) de Claudia Pinto Emperador
- Verde Salvaje (2014) de Belén Orsini
- El malquerido (2015) de Diego Rísquez
- Cabrujas en el país del disimulo (2017) de Antonio Llerandi

## Reconocimientos
Su película País portátil recibió el Premio Especial del Jurado en la primera edición del Festival Internacional del Nuevo Cine Latinoamericano de La Habana en 1979. Además, fue votada como la segunda mejor película venezolana de todos los tiempos en una encuesta de 1987 organizada por la revista Imagen.